# الضوضاء البيضاء (فلم)
الضوضاء البيضاء (بالإنجليزية: White Noise) هو فيلم دراما أمريكي قادم من تأليف وإخراج نواه باومباخ وبطولة آدم درايفر، جريتا جيروج، رافي كاسيدي، أندري بينجامين وأليساندرو نيفولا. من المقرر عرض الفيلم في 2022.

## روابط خارجية
الضوضاء البيضاء على موقع IMDb (الإنجليزية)
- الضوضاء البيضاء على موقع ميتاكريتيك (الإنجليزية)
- الضوضاء البيضاء على موقع روتن توميتوز (الإنجليزية)
- الضوضاء البيضاء على موقع نتفليكس (الإنجليزية)
- الضوضاء البيضاء على موقع ألو سيني (الفرنسية)
- الضوضاء البيضاء على موقع فيلمافينيتي (الإسبانية)
- الضوضاء البيضاء على موقع قاعدة بيانات الأفلام السويدية (السويدية)
- الضوضاء البيضاء على موقع قاعدة بيانات الفيلم (الإنجليزية)
- الضوضاء البيضاء على موقع ليتربوكسد (الإنجليزية)
- الضوضاء البيضاء على موقع كينوبويسك (الروسية)